# Amalia Vairelli
 (octobre 2020).
Amalia Vairelli est une mannequin et créatrice d’origine somalienne. Elle est apparue dans le milieu de la mode à la fin des années 1970 et fut notamment choisie par Yves Saint Laurent pour signer plusieurs de ses défilés,.

## Biographie
Née en Somalie, Amalia Vairelli est arrivée en France à l’âge de neuf ans où elle a vécu chez une de ses tantes et son oncle. C’est vers l’âge de seize ans qu’elle comprit que son père l’avait envoyée en France pour la préserver de l’excision pratiquée chez nombre de petites filles en Somalie. Elle décrit son oncle comme un homme sage et ouvert d’esprit qui a pu lui apprendre la tolérance et l’acceptation des différences.

## Carrière
Amalia Vairelli fut d’abord remarquée sur la piste de danse d’une discothèque par le propriétaire d’une agence de mannequins qui lui a remis sa carte de visite professionnelle. C’est dans cette agence qu’elle a fait ses débuts après une première séance de photographies destinée à évaluer sa photogénicité[Quoi ?]. Peu de temps après, elle fit son premier casting chez Yves Saint Laurent avec qui elle signa un contrat. C’est en tant que mannequin pour ce dernier ainsi que Gianni Versace qu’Amalia Vairelli a figuré dans plusieurs publicités de même que dans les pages du magazine Vogue.
En 2015, elle apparaît dans la performance « Models Never Talk », dirigée par Olivier Saillard,.  
Parallèlement à ses activités dans la mode, c'est vers le domaine de la joaillerie qu’Amalia Vairelli  s'est tourné, en particulier dans la création de bijoux et d’accessoires. Elle entretient une relation très personnelle avec l’esthétique et éprouve une obsession pour les sautoirs au naturel, pièces uniques ethniques ponctuées de cristaux ou de coquillages.
En 2021, elle interprète un des trois rôles, celui de la sorcière, du court-métrage « Le Peintre » de J.B. Braud, performance artistique et publicitaire réalisée avec le nouvel iPhone 12 Pro, avec les acteurs Franc Bruneau (dans le rôle du peintre) et Mathilde Warnier (dans le rôle de l'assistante),,.